# Lev Kalika
Lev Kalika es quiropráctico y especialista  en medicina deportiva con sede en la ciudad de Nueva York. Es fundador de New York Dynamic Neuromuscular Rehabilitation & Physical Therapy (NYDNRehab), una clínica ubicada en Midtown Manhattan dedicada al tratamiento de trastornos musculoesqueléticos, la rehabilitación del movimiento y el manejo del dolor crónico.

## Carrera
Kalika fundó NYDNRehab. El centro utiliza ecografía diagnóstica de alta resolución, terapia de ondas de choque extracorpóreas y el Entorno de Rehabilitación Asistido por Computadora (CAREN), una plataforma de análisis biomecánico y rehabilitación que se encuentra en centros de investigación y centros de rehabilitación militares.

## Investigación y publicaciones
Kalika es coautor de numerosos artículos revisados por pares sobre diagnóstico por ultrasonido, terapia de ondas de choque y punción seca . Su investigación se ha presentado en reuniones internacionales como la Sociedad Europea de Radiología (ESSR) y la Sociedad Internacional para el Tratamiento Médico de Ondas de Choque (ISMST).

### Trabajo seleccionado
- Bubnov, R. y Kalika, L. (2025). Punción seca guiada por ecografía para el dolor lumbar agudo y crónico: Imagenología y patrones clínicos . Congreso ESSR, Toulouse.[12]
- Bubnov, R. y Kalika, L. (2025). Plexopatía inducida por quimioterapia: Rol del ultrasonido en la estrategia de manejo multidisciplinario . Neuromodulación: Tecnología en la interfaz neural, 28(1), S286.[13]

- Bubnov, R., Kalika, L. y Pilecki, Z. (2025). Punción seca guiada por ultrasonido para el manejo del vértigo en un paciente de combate con traumatismo craneal . Neuromodulación: Tecnología en la interfaz neural, 28(1), S276.[14]
- Bubnov, Rostyslav; Kalika, Lev; Pilecki, Grzegorz; Pilecki, Zbigniew (2023). "Punción seca guiada por ecografía para combatir lesiones nerviosas y dolor neuropático: Una serie de casos". Revista de Ciencias Neurológicas . 451: 122698.[15]
- Kalika, L.; Bubnov, RV (2021). «La neuromodulación percutánea controlada por ultrasonido alivia la activación muscular en la práctica de fisioterapia». Trastornos del Movimiento. 36 (Supl. 1): S409.[16]

Kalika es miembro del Instituto Americano de Ultrasonido en Medicina, la Sociedad Europea de Radiología, el Consorcio Internacional de Tobillo y Sigma Xi .

## Véase tambié
- Terapias quiroprácticas y manuales
- Técnicas de tratamiento quiropráctico
- Ética profesional quiropráctica

## Lectura adicional
- Isaacson, Brad M.; Swanson, Thomas M.; Pasquina, Paul F. (julio de 2013). «El uso de un entorno de rehabilitación asistido por computadora (CAREN) para mejorar los regímenes de rehabilitación de los guerreros heridos». Revista de Medicina de la Médula Espinal . 36 (4): 296–299. doi : 10.1179/2045772313Y.0000000119 . ISSN 1079-0268. PMC 3758526. PMID 23820145.